# La Navidad
La Navidad, naselje koje je Kristofor Kolumbo dao podignuti u današnjem Haitiju 1492. godine od materijala sa španjolskog broda Santa Maria. To je prva europska kolonija utemeljena u Novom svijetu. Uništena je iduće godine.

## Povijest
Dana 25. prosinca 1492., na Božić, Kristofor Kolumbo doživio je brodolom Santa Marie. Zbog djelovanja morske struje brod kojeg su vodili mladi i neiskusni mornari bio je u velikoj opasnosti. Na kraju je napukao na bokovima između rebara, te mu je voda prodrla u utrobu. Brodu nije bilo spasa. Međutim, sve stvari sa Santa Marie sačuvane su čovječnom pomoći domorodaca predvođenih kasikom Guacanagariem.
Dan kasnije Kolumbo je družeći se s Guacanagariem i domorocima saznao kako je ova zemlja bogata zlatom. Odlučio je podići naselje koje je nazvao La Navidad što znači Božić (brodolom se dogodio 25. prosinca). Diego de Arana postavljen je za guvernera novog naselja.
Kolumbo i posada oprostili su se s Guacanagariem i domorocima i prvim kolonistima kojih je bilo 39 veoma brzo, već 2. siječnja 1493. godine. Kad se otkrivač Amerike na svom drugom putovanju vratio u La Navidad, 27. studenog iste godine, zatekao je uništeno naselje. Kuće i utvrda su izgorjeli, nisu sačuvane nikakve stvari osim razbijenih sanduka i sličnih ostataka. Naselje je spalio i koloniste sa svojom vojskom poubijao susjedni kasik Caonabo koji je htio uništiti strane došljake. Guacanagari je zauvijek ostao na strani Španjolaca i tako je navukao na sebe mržnju svih ostalih kasika, 1495. pobjegao u planine i tamo umro.
Kolumbo je odlučio izgraditi novo naselje u današnjoj Dominikanskoj Republici. Nazvao ga je La Isabela po kraljici Izabeli I. Kastiljskoj. Mjesto na kojem je bilo podignuto naselje La Navidad bilo je zaboravljeno sve do 1977. godine. Tada je američki liječnik, misionar i arheolog amater dr. William Hodges dobio dopuštenje od haićanske vlade prokopati tenisko igralište. On i njegovi suradnici pronašli su nekoliko artefakata iz La Navidada.  